# Zwartendijksterschans

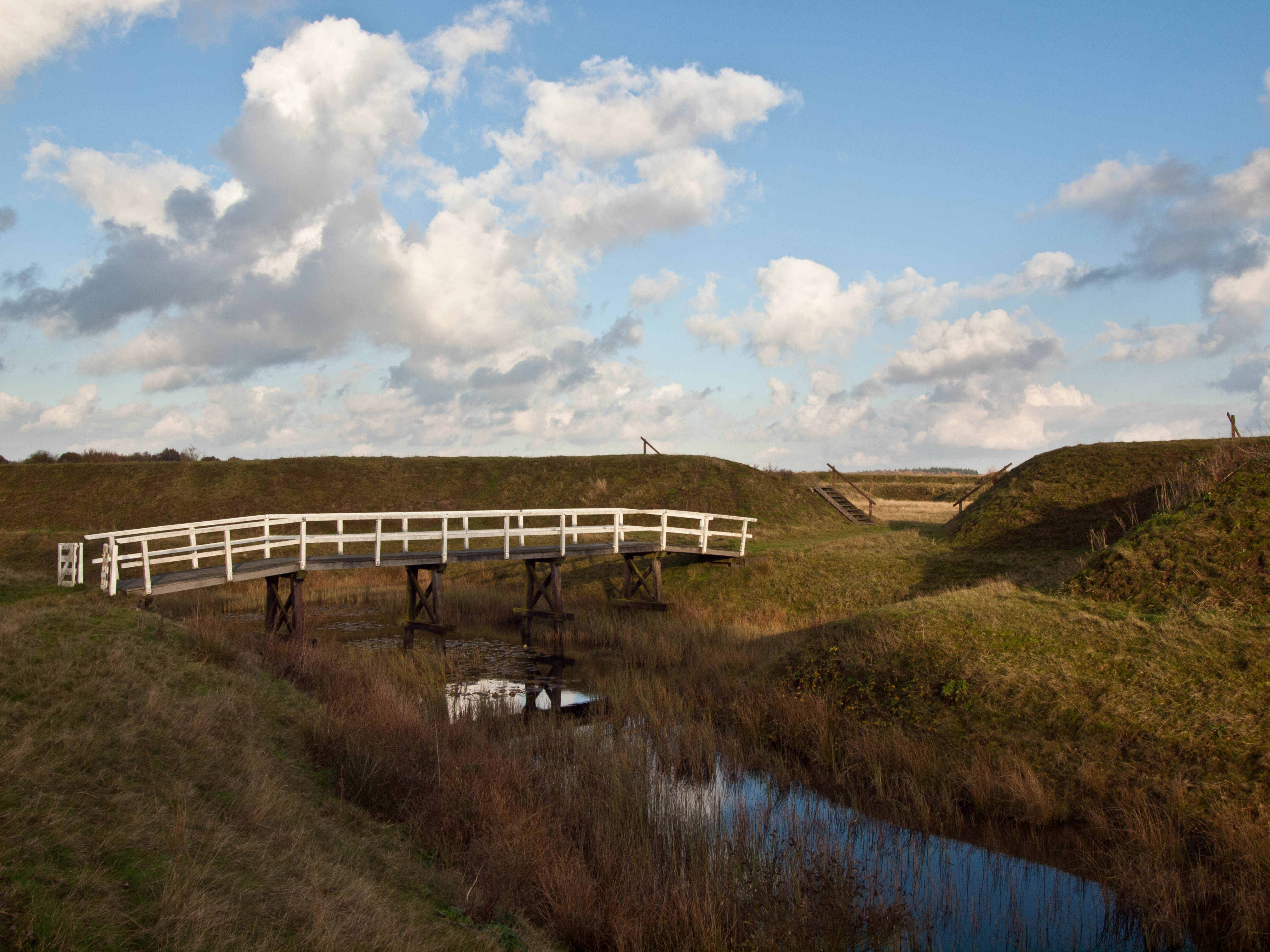
Brug naar de Zwartendijksterschans

De Zwartendijksterschans is een schans in de Nederlandse provincie Drenthe (gemeente Noordenveld). De schans maakte deel uit van de Friese waterlinie die de doorgang door de Drentse venen vanuit Friesland richting Groningen controleerde. De Zwartendijksterschans ligt aan de weg van Een naar Een-West en is vrij toegankelijk.

## Geschiedenis
De schans is genoemd naar de oude naam van de weg waaraan hij ligt, de Zwartendijk, eertijds de enige verbinding door het veengebied tussen Friesland en Drenthe. De ligging was dus zeer strategisch. De huidige naam van die weg is Schansweg. Het verdedigingswerk is een sterrenschans. Hij bestaat uit een (meestal droge) gracht en vier bastions. Het is een van de weinige nog bestaande schansen uit de Tachtigjarige Oorlog.
De schans is gebouwd in 1593 in opdracht van Willem Lodewijk van Nassau-Dillenburg. Na de Tachtigjarige Oorlog raakte hij in verval. In 1672 werd de schans weer in staat van verweer gebracht, ditmaal vanwege de aanval van de bisschop van Münster, Bommen Berend. Hierna raakte de schans opnieuw in verval. In 1988 is de schans gerestaureerd en in 2002 zijn gracht en brug hersteld. Eigenaar was toen de stichting Oud Drenthe. Bij het opheffen van deze stichting in 2009 werd de Zwartendijksterschans samen met andere historische bezittingen overgedragen aan Het Drentse Landschap.

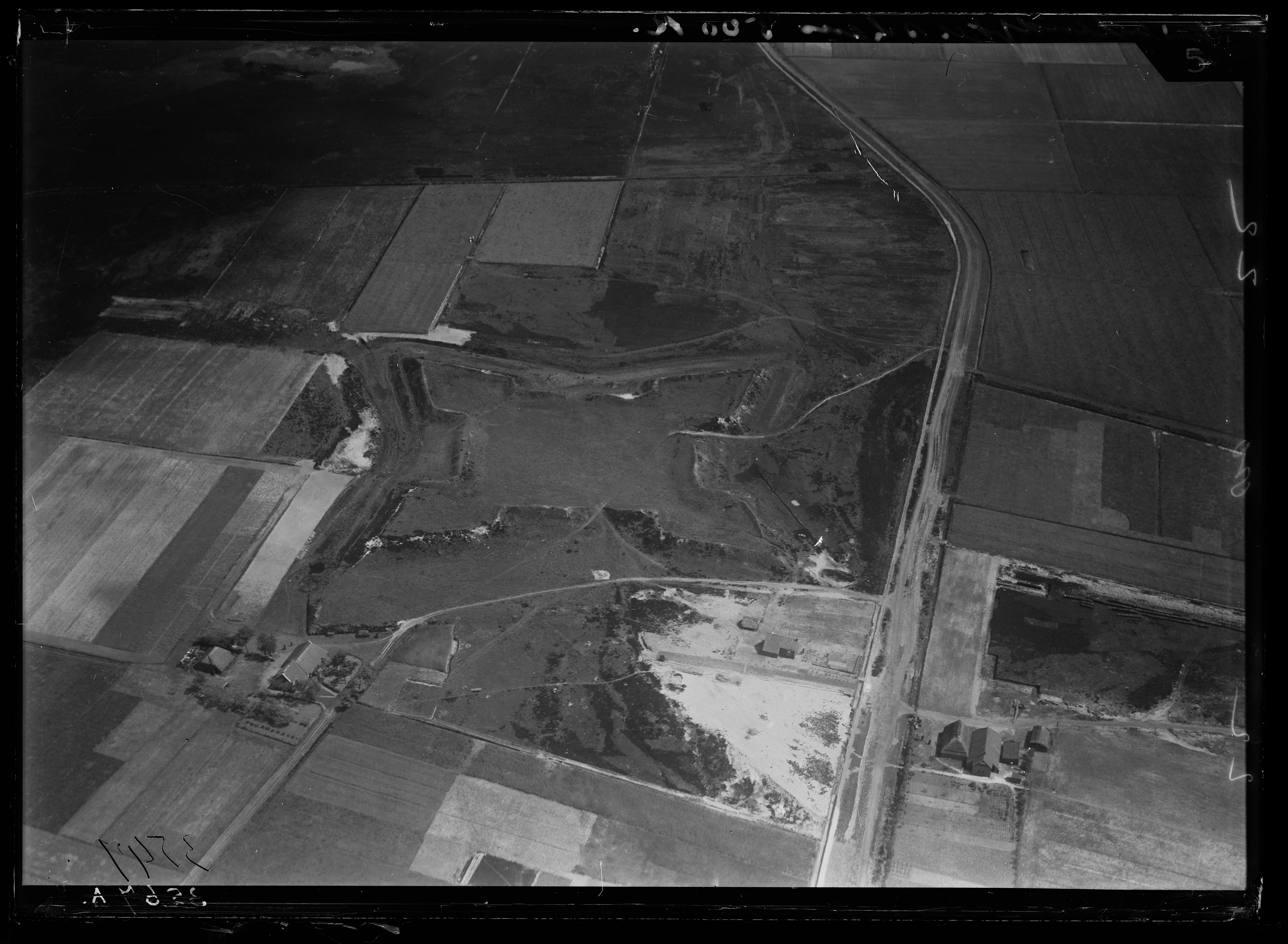
Luchtfoto, 1920-1940, Luchtvaartafdeeling.